# Henotesia benacus
Henotesia benacus är en fjärilsart som beskrevs av Paul Mabille 1884. Henotesia benacus ingår i släktet Henotesia och familjen praktfjärilar. Inga underarter finns listade i Catalogue of Life.